# 威廉·艾伦
威廉·艾伦（英語：William Allen，1947年11月20日—），生于明尼苏达州，美国前男子帆船运动员。他曾代表美国参加1972年夏季奥林匹克运动会帆船比赛，获得三人艇索林级金牌。